# 2e Wit-Russische Front
Het 2e Wit-Russische Front (Russisch: 2-й Белорусский фронт) was een legergroep (front) van het Rode Leger tijdens de Tweede Wereldoorlog. De samenstelling van het front veranderde naargelang het verloop van de oorlog. Oorspronkelijk bestond het 2e Wit-Russische Front uit slechts vier infanterielegers, maar begin januari 1945 telde het front één tankleger, het 2e Stoottroepenleger en zes infanterielegers. 
In tegenstelling tot westerse legergroepen waren bij de Sovjets ook de luchtstrijdkrachten een onderdeel van een Front.

## Ontstaan
Als voorbereiding op Operatie Bagration werd het grote Westfront gesplitst in het kleinere 2e Wit-Russische Front en het 3e Wit-Russische Front. Deze twee fronten waren kleiner en dus beter beheersbaar. Hun doel was om Wit-Rusland te bevrijden. Generaal Pavel Koerotsjkin werd aangesteld als de nieuwe bevelhebber. Het 2e Wit-Russische Front bestond slechts uit vier infanterielegers, die een frontlijn ten oosten van Mogilev bezet hielden. Vanaf februari 1944 begon generaal Koerotsjkin met een aantal beperkte aanvallen tegen de Duitse stellingen, die als doel hadden om de Duitse reserves te binden zodat ze niet naar het zuiden konden worden gestuurd, waar op dat moment het Dnjeproffensief plaatsvond.

## Operatie Bagration
Op 22 juni 1944 lanceerde het Rode Leger de Operatie Bagration met als doel de Duitse Heeresgruppe Mitte uit Wit-Rusland te verdrijven. De bijdrage van het 2e Wit-Russische Front was echter beperkt en ook hun prestaties werden door Stavka als ondermaats beschouwd. Eenheden van het front veroverden Mogilev en daarna waren ze betrokken bij de vernietiging van het 4e Leger, dat in Minsk was omsingeld. Na de overgave van de Duitse troepen in Minsk zette het 2e Wit-Russische Front de aanval verder in de richting van Białystok, dat op 27 juli 1944 werd ingenomen.  Begin augustus 1944 bereikte de voorhoede de oevers van de Narew, waar ze in het najaar enkele bruggenhoofden veroverden.
Vanaf september 1944 was het 2e Wit-Russische Front achter de Narew gelegerd, maar het front ondernam geen grote aanvallen. De verliezen werden aangevuld en de troepen werden gehergroepeerd voor de beslissende aanval op nazi-Duitsland. In november 1944 werd maarschalk Rokossovski benoemd tot nieuwe bevelhebber.

## Campagnes in 1945
Tijdens het Weichsel-Oderoffensief moest het 2e Wit-Russische Front de rechterflank van het 1e Wit-Russische Front tijdens de opmars naar de Oder dekken en ondertussen Oost-Pruisen veroveren.  Het 2e Wit-Russische Front kreeg af te rekenen met hevige Duitse tegenstand in Oost-Pruisen en maarschalk Rokossovski moest meer eenheden naar Oost-Pruisen sturen. Het zwaartepunt van de aanval verplaatste zich in de richting van de Baltische kust en er ontstond  een opening tussen beide fronten. In dit stadium van de oorlog hadden de Duitsers te weinig slagkracht om de situatie uit te buiten, maar toch probeerden ze een tegenaanval. Operatie Sonnenwende werd gemakkelijk afgeslagen, maar was toch voldoende om Stavka tot behoedzaamheid te manen. Na de verovering van Oost-Pruisen kreeg maarschalk Rokossovski bevel om eerst ook Pommeren te veroveren, alvorens de aanval op Berlijn kon beginnen. Eind maart 1945 had het 2e Wit-Russische Front de Duitsers uit Pommeren verdreven.
Begin april 1945 begon het Rode Leger zich te verzamelen voor de aanval op Berlijn. Terwijl het 1e Wit-Russische Front de zich op de as Berlijn - Küstrin concentreerde, nam het 2e Wit-Russische Front posities in aan de benedenloop van de Oder. Op 16 april 1945 lanceerde het 1e Wit-Russische Front zijn aanval en drie dagen later ging ook het 2e Wit-Russische Front in de aanval. Moeiteloos werd de Duitse verdediging doorbroken en de tankspitsen van maarschalk Rokossovski rukten op door Noord-Duitsland. De Sovjetlegers veroverden Stettin, Rostock en Stralsund. Begin mei 1945 maakten ze contact met de voorhoede van het Britse 2e leger, die bruggenhoofden over de Elbe bezet hield. Op 5 mei 1945 bereikten ze Peenemünde.

## Na de oorlog
Na de oorlog vormde het 2e Wit-Russische Front de kern van de bezettingsmacht in Polen, de zogenaamde Noordelijke Groep van Sovjet Strijdkrachten.

## Commandanten
| commandanten                      | begindatum    | einddatum     |
| --------------------------------- | ------------- | ------------- |
| Generaal Pavel Koerotsjkin        | februari 1944 | april 1944    |
| Generaal Ivan Petrov              | april 1944    | juni 1944     |
| Generaal Georgi Zacharov          | juni 1944     | november 1944 |
| Maarschalk Konstantin Rokossovski | november 1944 | juni 1945     |

## Sterkte en verliezen
| datum                        | operatie              | sterkte | verliezen |
| ---------------------------- | --------------------- | ------- | --------- |
| juni 1944 - augustus 1944    | Operatie Bagration    | 319 500 | 117 736   |
| januari 1945 - februari 1945 | Oost-Pruisenoffensief | 881 500 | 159 490   |
| februari 1945 - maart 1945   | Pommerenoffensief     | 560 900 | 173 389   |
| april 1945 - mei 1945        | Slag om Berlijn       | 441 600 | 59 110    |